# Forces séparatistes de la guerre du Donbass
 (février 2022).
Si vous disposez d'ouvrages ou d'articles de référence ou si vous connaissez des sites web de qualité traitant du thème abordé ici, merci de compléter l'article en donnant les références utiles à sa vérifiabilité et en les liant à la section « Notes et références ».
Les forces séparatistes de la guerre du Donbass recouvrent les milices et groupes armés de bénévoles affiliés à la république populaire de Donetsk et à la république populaire de Lougansk. Elles se composent de la milice populaire de la république populaire de Donetsk, de la milice populaire de la république populaire de Lougansk et des groupes armés autonomes, qui interviennent dans le conflit armé de la guerre du Donbass. Ils sont considérés comme des groupes terroristes par le gouvernement de l'Ukraine.
L'unité est engagée lors de l'invasion de l'Ukraine par la Russie en 2022.

## Historique

### Forces armées populaires
Afin de mieux contrôler et coordonner l'activité des différents groupes armés, les dirigeants des républiques populaires autoproclamées s'efforcent de créer des forces armées « nationales » peu après la signature du protocole de Minsk : le 7 octobre 2014, l'oukaze no 15 d'Igor Plotnitski instaure la milice populaire de la RPL, le 12 novembre 2014, le 1er corps d'armée des forces armées de la RPD est créé.

## Structure
Les milices sont constituées de différents groupes armés qui ont prêté serment à la république populaire de Donetsk et la république populaire de Louhansk. Les groupes militants qui ont refusé de le faire ont été désarmés. Il existe aussi des groupes autonomes.

### République populaire de Donetsk
Milice populaire de la RPD
- 1er corps d'armée
  - Bataillon Vostok
  - Bataillon Sparta
  - Bataillon Somalie
  - Brigade Kalmious
  - 100e brigade de fusiliers motorisés de la Garde

Forces indépendantes de la république populaire de Donetsk
- Unité nationale russe :

### République populaire de Lougansk
Milice populaire de la RPL
- 2e corps d'armée de la Garde

Forces Indépendantes de la république populaire de Lougansk
- Grande armée du Don : Une organisation internationale qui recrute des volontaires d'Ukraine et de Russie.
- Bataillon Fantôme, bataillon qui comprend de nombreux volontaires internationaux.

### Forces dissoutes
- Milice populaire du Donbass
- Armée du Sud-Est

## Commandants

### République populaire de Donetsk
- Denis Pouchiline (depuis 2018) – Président de la RPD
- Dmitri Trapeznikov (2018)
- Alexandre Zakhartchenko (2014-2018) †
- Igor Guirkine
- Mikhaïl Tolstykh "Givi" (2014-2017) †
- Arsen Pavlov "Motorola" (2014-2016) †

### République populaire de Lougansk
- Leonid Passetchnik (depuis 2017) – Président de la RPL
- Igor Plotnitski (2014-2017)
- Valéri Bolotov (2014) †
- Sergueï Kozlov (depuis 2015)

## Recrutement

### République populaire de Donetsk
De avril 2014 jusqu'à février 2015, la DNR ne dispose pas de cadre légal pour le recrutement de ses soldats et son armée est composée exclusivement de volontaires (entre 40 et 50 % viennent du Donbass). Il suffit alors de donner son nom et son numéro de téléphone, en signant dans une tente placée devant les locaux de l'administration de la DNR, à Donetsk. Le recrutement est ouvert aux hommes comme aux femmes.
Ce caractère exclusivement volontaire est remis en question au lendemain de la chute de Sloviansk, reprise en juillet 2014 par les forces armées ukrainiennes. Les volontaires venant à manquer, la conscription est alors envisagée par les autorités de la DNR. Une loi en ce sens est adoptée le 13 février 2015 : toutes les personnes éligibles entre 18 et 27 ans peuvent être appelées sur décret du chef de la république populaire de Donetsk pour une durée de 12 mois.
- Le refus de répondre au service militaire peut être puni d'une amende de 200 000 roubles et 2 ans d'emprisonnement.
- En cas de fraude, d'automutilation ou de simulation, la peine monte de 3 à 7 ans d'emprisonnement.
- En période de guerre, la soustraction, l'automutilation ou la fraude sont passibles d'une peine de 10 ans de prison ou de la peine de mort[2].

Le 19 février 2022, Denis Pouchiline et Leonid Passetchnik décrètent la mobilisation générale au sein des deux républiques séparatistes.